# Helden van het Getto-monument
Het Helden van het Getto-monument (Pools: Pomnik Bohaterów Getta) is een monument in Warschau, Polen, ter herdenking van de opstand in het getto van Warschau van 1943 tijdens de Tweede Wereldoorlog. Het is gelegen in het gebied dat vroeger deel uitmaakte van het getto, op de plek waar de eerste opstand plaatsvond.
Het werd gedeeltelijk gemaakt van nazi-Duitse materialen, die in 1942 door de Duitse architect Albert Speer naar Warschau waren gebracht voor zijn geplande werken. In april 1948 werd het voltooide monument officieel onthuld.

## Achtergrond
Het eerste deel van het monument werd geplaatst op het plein dat wordt begrensd door de Anielewicza-straat, Karmelicka-straat, Lewartowskiego-straat en Zamenhofa-straat. Dit was van augustus 1942 tot het einde van het getto de laatste locatie van de Judenrat (Duits door Jodenraad).
Al in 1944 werd besloten om een monument voor de getto-partizanen te bouwen. Het werd ontworpen door Leon Suzin. Dit deel van het monument, een kleine gedenksteen, werd op 16 april 1946 onthuld. De plaquette heeft de vorm van een cirkel, met een palmblad, de Hebreeuwse letter beet (ב) en een Hebreeuwse, Poolse en Jiddische inscriptie. Deze tekst laat zich vertalen als: "Voor degenen die vielen in een ongekende en heroïsche strijd voor de waardigheid en vrijheid van het Joodse volk, voor een vrij Polen, en voor de bevrijding van de mensheid. Poolse Joden".
Het nieuwe, grotere monument werd gebeeldhouwd door Nathan Rapoport en werd onthuld op 19 april 1948. De 11 meter hoge muur staat niet alleen voor de muren van het getto, maar verbeeldt eveneens de Westelijke Muur (in de volksmond de klaagmuur genoemd) in Jeruzalem. De labradorietsteen die in delen van het monument is gebruikt, is afkomstig van Duitse voorraden, besteld voor geplande nazi-Duitse monumenten.
Het westelijke deel van het monument is een bronzen groepsbeeld van opstandelingen; mannen, vrouwen en kinderen. De centrale figuur is Mordechaj Anielewicz, tijdens de opstand de leider van Żydowska Organizacja Bojowa (Joodse gevechtsorganisatie). Het oostelijke deel toont de Jodenvervolging door de nazi-Duitse onderdrukkers. Op het drietalige bord staat: "Joodse natie voor zijn strijders en martelaren".